# Малоєнісейське
Ма́лоєнісе́йське (рос. Малоенисейское) — село у складі Бійського району Алтайського краю, Росія. Адміністративний центр Малоєнісейської сільської ради.

## Населення
Населення — 2270 осіб (2010; 2316 у 2002).
Національний склад (станом на 2002 рік):
- росіяни — 95 %